# Kanton Prauthoy
Prauthoy is een voormalig kanton van het Franse departement Haute-Marne. Het kanton maakt deel uit van het arrondissement Langres. Het kanton werd op 22 maart 2015 opgeheven en de gemeenten werden opgenomen in het op die dag opgerichte kanton Villegusien-le-Lac, met uitzondering van Grandchamp die werd opgenomen in het nieuwe kanton Chalindrey.

## Gemeenten
Het kanton Prauthoy omvat de volgende gemeenten:
- Chalancey
- Chassigny
- Choilley-Dardenay
- Coublanc
- Cusey
- Dommarien
- Grandchamp
- Isômes
- Maâtz
- Montsaugeon
- Occey
- Prauthoy (hoofdplaats)
- Rivière-les-Fosses
- Saint-Broingt-les-Fosses
- Vaillant
- Le Val-d'Esnoms
- Vaux-sous-Aubigny
- Vesvres-sous-Chalancey